# Служба безопасности Украины
Слу́жба безопа́сности Украи́ны (СБУ; укр. Служба безпеки України, СБУ) — правоохранительный орган специального назначения, обеспечивающий государственную безопасность Украины. Подчинена Президенту Украины.

## История создания и задачи

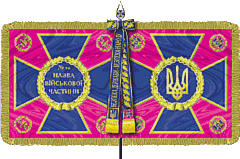
Боевое знамя воинской части Службы безопасности Украины

Штандарт Председателя Службы безопасности Украины

На рубеже 1917–1918 годов, одновременно со становлением Украинской Народной Республики, началось учреждение первых украинских служб безопасности.
В период СССР действовал Комитет государственной безопасности Украинской ССР.
20 сентября 1991 года Верховной радой Украины было принято постановление «О создании Службы национальной безопасности Украины». Этим же постановлением был упразднён КГБ УССР.
25 марта 1992 года Верховная рада приняла Закон «О Службе безопасности Украины», позднее — также законы Украины
- «О контрразведывательной деятельности»
- «Об оперативно-разыскной деятельности»
- «Об организационно-правовых основах борьбы с организованной преступностью»
- «О государственной тайне»
- «О борьбе с коррупцией»
- «О борьбе с терроризмом» и др.

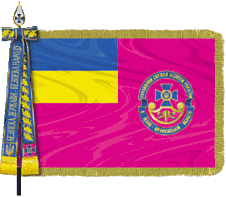
Служебный флаг органа, подразделения, учебного заведения Службы безопасности Украины

Законом «О Службе безопасности Украины» определены приоритетные функции СБУ:
- защита государственного суверенитета, конституционного строя, территориальной целостности, экономического, научно-технического, оборонного потенциала Украины, законных интересов государства и прав граждан от разведывательной деятельности иностранных спецслужб, подрывных посягательств со стороны отдельных организаций и лиц;
- предупреждение, выявление и разоблачение преступлений против мира и безопасности человечества, терроризма, коррупции и организованной преступной деятельности в сфере управления, экономики и других противоправных действий, которые непосредственно создают угрозу жизненно важным интересам Украины;
- информационно-аналитическая деятельность с целью содействия руководству Украины в реализации внешне- и внутриполитического курса в направлении построения государства, укрепления его обороноспособности и экономического потенциала, расширения международного сотрудничества.

### Контрразведывательная деятельность

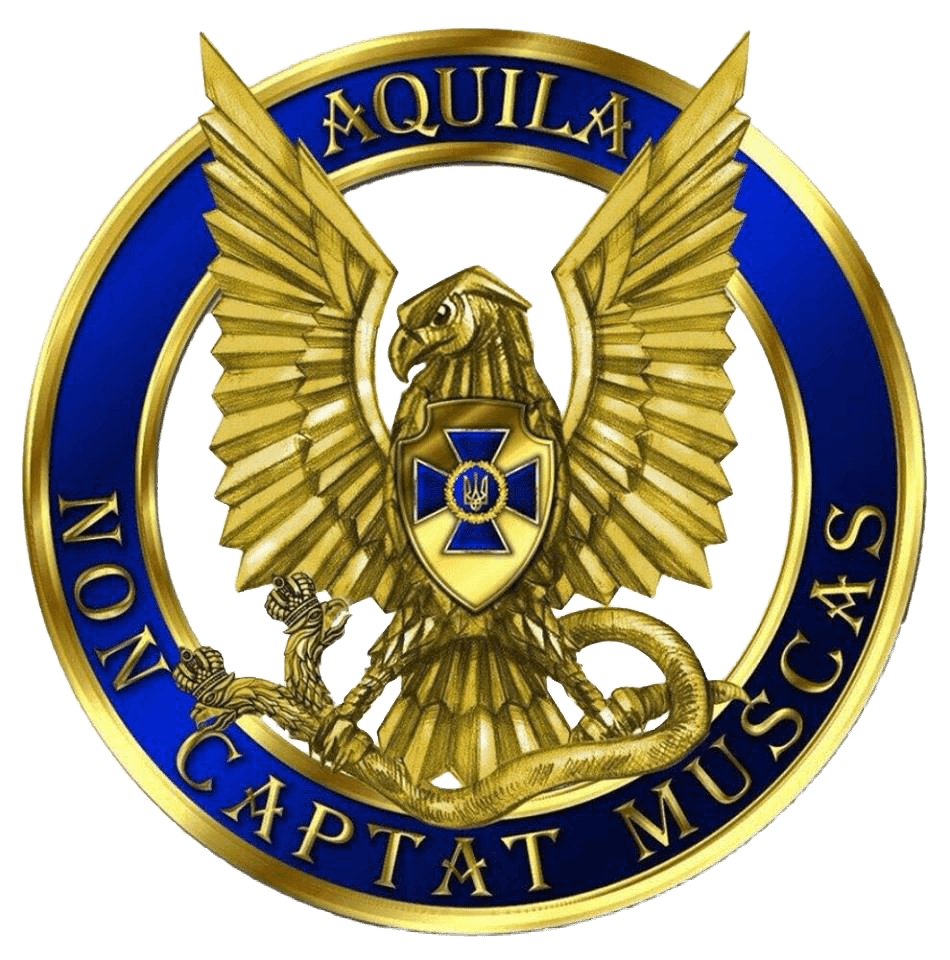
Символика Департамента контрразведки СБ Украины

Согласно ст. 5 Закона Украины «О контрразведывательной деятельности» от 26.12.2002 № 374-IV, Служба безопасности Украины является специально уполномоченным органом государственной власти в сфере контрразведывательной деятельности.
Целью контрразведывательной деятельности является предупреждение, своевременное выявление и предотвращение внешних и внутренних угроз безопасности Украины, пресечение разведывательных, террористических и других противоправных посягательств специальных служб иностранных государств, а также организаций, отдельных групп и лиц на государственную безопасность Украины, устранение условий, им способствующих, и причин их возникновения.
Задачами контрразведывательной деятельности являются добывание, аналитическая обработка и использование информации, содержащей признаки или факты разведывательной, террористической и иной деятельности специальных служб иностранных государств, а также организаций, отдельных групп и лиц в ущерб государственной безопасности Украины;
противодействие разведывательной, террористической и иной деятельности специальных служб иностранных государств, а также организаций, отдельных групп и лиц в ущерб государственной безопасности Украины;
разработка и реализация мероприятий по предотвращению, устранению и нейтрализации угроз интересам государства, общества и правам граждан.
За контрразведку в СБ Украины отвечает Департамент контрразведки. Он имеет в своём составе подразделения и управления контрразведывательной защиты жизненно важных государственных интересов, дипломатических представительств иностранных государств, научно-технического потенциала, промышленности, энергетики, связи, транспорта, Вооружённых сил и других воинских формирований, военно-технического сотрудничества.

### Информационно-аналитическая деятельность
Департаментом информационно-аналитического обеспечения СБ Украины собирается, анализируется и систематизируется информация, имеющая значение для нормального функционирования страны, государственного аппарата.
Служба безопасности Украины осуществляет информационно-аналитическую деятельность с целью содействия руководству Украины в реализации внешне- и внутриполитического курса по развитию государства, укрепление его обороноспособности и экономического потенциала, расширения международного сотрудничества.
Главное управление контрразведывательной защиты интересов государства в сфере экономической безопасности определено главным звеном в системе СБ Украины по разработке стратегии и тактики защиты национальных экономических интересов, раскрытия и предотвращения преступлений в экономической сфере.

### Защита национальной государственности
Департамент защиты национальной государственности (Департамент «Т»)
СБ Украины реализует государственную политику в сфере противодействия организациям и отдельным лицам, целью которых является подрыв национальной государственности, ликвидация независимости Украины, изменение конституционного строя насильственным путём, нарушение суверенитета и территориальной целостности государства, подрыв его безопасности, незаконный захват государственной власти, пропаганда войны, насилия, разжигание межэтнической, расовой, религиозной и другой вражды, посягательства на права и свободы человека, а также предупреждение, выявление и пресечение преступлений и иных противоправных деяний, которые непосредственно создают угрозу жизненно важным интересам государства и безопасности граждан Украины и отнесённые к компетенции Службы безопасности Украины, реализует профилактику преступлений в этой сфере. Для этого Департамент имеет в своём подчинении разветвлённую агентурную сеть в сфере высшего образования, в политических партиях, движениях, объединениях граждан, органах государственной власти, молодёжных движениях, научных и культурных организациях. Также Департамент отслеживает влияние зарубежных политических деятелей, организаций, партий на вопросы государственного строя и суверенитета.

### Борьба с коррупцией и организованной преступностью

Символика Главного управления «К» СБ Украины

На Службу безопасности Украины, согласно Закону Украины «Об организационно-правовых основах борьбы с коррупцией и организованной преступностью от 30.06.1993 № 3341-XII», возложена борьба с коррупцией и оргпреступностью. Одним из государственных органов, уполномоченных работать в этой сфере, является Главное управление по борьбе с коррупцией и организованной преступностью СБ Украины (ГУ «К»).
Задачами Главного управления и подчинённых ему Главных отделов (управлений) в регионах являются:
- организация, осуществление и координация оперативно-разыскных мероприятий по разоблачению и разработке коррумпированных должностных лиц в структурах государственной власти, управления и контролирующих органах;
- во взаимодействии с органами прокуратуры осуществление оперативно-разыскных мероприятий по обеспечению расследования уголовных производств о преступлениях, совершённых в организованной форме, злоупотреблениях коррумпированных должностных лиц органов исполнительной, законодательной и судебной власти, правоохранительных и контролирующих органов;
- пресечение и предупреждение противоправных действий со стороны субъектов коррупционных деяний;
- организация и осуществление оперативно-разыскной работы по выявлению, предупреждению и пресечению деятельности организованных преступных группировок, действующих в сфере экономики и финансовой системе, борьба с проявлениями коррупции, легализацией средств, добытых преступным путём, использованием организованными преступными группировками в своих интересах коммерческих структур в сфере валютно-денежного обращения;
- разработка и осуществление оперативно-разыскных мероприятий, направленных на предупреждение ущерба государству в кредитно-банковской, финансовой и экономической сферах;
- организация выявления, предупреждения, локализации и прекращения деятельности межрегиональных организованных преступных группировок, которые используют методы насилия;
- организация и осуществление оперативно-разыскных мероприятий по предупреждению, выявлению и пресечению контрабандной деятельности, оперативной разработки межрегиональных контрабандных формирований; выявление и прекращение незаконного перемещения через границу сырьевых и материальных ресурсов, товаров народного потребления, валютных, исторических и культурных ценностей, отравляющих, сильнодействующих, радиоактивных и взрывчатых веществ, оружия и боеприпасов;
- организация, осуществление и координация оперативно-разыскных мероприятий по предупреждению, выявлению и пресечению преступной деятельности организованных наркогруппировок.
- Согласно п. 6 ст. 12 Закона Украины «Об организационно-правовых основах борьбы с коррупцией и организованной преступностью от 30.06.1993 № 3341-XII», специальные подразделения по борьбе с организованной преступностью СБУ могут начинать и осуществлять досудебное расследование, передавать через соответствующего прокурора по надзору за исполнением законов специальными подразделениями по подследственности в другие органы СБУ уголовные производства, которые были ими открыты, в таком же порядке истребовать и принимать от них к своему производству уголовные производства о преступлениях, совершённых организованными преступными группировками.
- Начальник Главного управления по борьбе с коррупцией и организованной преступностью Центрального управления СБ Украины назначается на должность и увольняется с должности президентом Украины по представлению председателя СБУ и по должности является первым заместителем председателя СБУ.

### Охрана государственной тайны
Департамент охраны государственной тайны и лицензирования участвует в разработке и осуществлении в соответствии с Законом Украины «О государственной тайне» и других законодательных актов меры по обеспечению охраны государственной тайны и конфиденциальной информации, являющейся собственностью государства, содействовать в порядке, предусмотренном законодательством, предприятиям, учреждениям, организациям и предпринимателям в сохранении коммерческой тайны, разглашение которой может нанести ущерб жизненно важным интересам Украины.

### Борьба с терроризмом и защита участников уголовного судопроизводства
Борьба с терроризмом является одной из важнейших задач спецслужбы Украины. Эта функция возложена на многие государственные органы, главным и определяющим из которых является Служба безопасности Украины. Фактически все органы и подразделения Службы уполномочены в сфере своей деятельности проводить работу по выявлению и предотвращению террористических проявлений. В структуре СБ Украины существует Антитеррористический центр, в состав которого входят представители органов СБУ, МВД, СВР, ГПСУ, ГСССЗИ, ГСЧС, Генерального штаба и Министерства обороны, Администрации Президента, правительства, министерств и ведомств.
Задачами Центра специальных операций борьбы с терроризмом и защиты участников уголовного судопроизводства СБУ являются предотвращение, во взаимодействии с оперативными подразделениями СБ Украины, террористических актов, преступлений, имеющих насильственный характер и создающих угрозу национальным интересам Украины, и других преступлений, расследование которых отнесено к компетенции СБ Украины. В составе подразделений Центра действуют специализированные отряды парашютистов (группа «Крыло»), боевых пловцов и водолазов, альпинистов, снайперов, кинологов (команда «К»), пиротехников, специалистов по радиосвязи, психологов, специализирующихся на переговорах с террористами. Эти подразделения больше известны как специальное подразделение СБ Украины «А» (Альфа).
Также Центр уполномочен, согласно решению суда, обеспечивать силами специальных подразделений безопасность участников уголовного судопроизводства (судей, потерпевших, свидетелей, прокуроров, следователей, обвиняемых).

### Досудебное следствие
- Задачами следственных органов СБ Украины является открытие уголовных производств согласно статьям УК Украины, подследственных органам безопасности и проведение в их рамках досудебного расследования:

а) преступления против основ национальной безопасности;
б) контрабанда (культурных ценностей, ядовитых, сильнодействующих, взрывчатых веществ, радиоактивных материалов, наркотических веществ, их аналогов и прекурсоров, оружия и боеприпасов, а также специальных технических средств негласного получения информации);
в) преступления против общественной безопасности (терроризм, нападение на особо опасные объекты, незаконное производство ядерных взрывчатых устройств);
г) преступления в сфере охраны государственной тайны, неприкосновенности государственных границ;
д) преступления против мира, безопасности человечества и международного правопорядка.
- Структура следственных органов СБ Украины включает в себя Главное следственное управление (ГСУ) и подчинённые ему Следственные отделы (управления) региональных органов Службы.
- Статьёй 216 Уголовного процессуального кодекса Украины от 13.04.2012 № 4651-VI определена подследственность ряда статей Уголовного кодекса Украины от 05.04.2001 № 2341-III следственным органам СБ Украины (109, 110, 111, 112, 113, 114, 201, 258, 258-1, 258-2, 258-3, 258-4, 258-5, 261, 261, 265-1, 305, 328, 329, 330, 332, 333, 334, 359, 422, 436, 437, 438, 439, 440, 441, 442, 443, 444, 446, 447).
- Если в ходе расследования преступлений, предусмотренных статьями 328, 329, 422 Уголовного кодекса, будет установлен состав преступлений, предусмотренный статьями 364, 365, 366, 367, 423, 424, 425, 426 УК, то они тоже расследуются следователями СБУ.
- Согласно п.5 ст. 36 Уголовного процессуального кодекса Украины от 13.04.2012 № 4651-VI, прокурор вправе в отдельных случаях поручить следственным органам СБУ осуществлять досудебное расследование и по другим статьям Уголовного кодекса Украины от 05.04.2001 № 2341-III.
- Кадры для следственных органов и подразделений СБУ готовит Институт подготовки юридических кадров для Службы безопасности Украины Национальной юридической академии им. Ярослава Мудрого, г. Харьков. Военнослужащим, проходящим службу в следственных органах СБУ, присваиваются воинские звания юстиции.
- На органы и подразделения СБУ возложена функция розыска лиц, которые скрываются в связи с совершением данных преступлений.

### Контрразведывательное обеспечение Вооружённых сил и других воинских формирований Украины

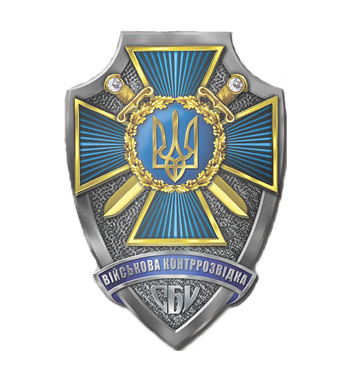
Символика органов ВКР СБУ

Органы военной контрразведки создаются для контрразведывательного обеспечения Вооружённых сил Украины, Государственной пограничной службы Украины и других воинских формирований, дислоцированных на территории Украины.
Систему органов военной контрразведки СБ Украины составляет Главное управление военной контрразведки, органы (подразделения) в регионах в составе Департамента контрразведки, оперативные подразделения военной контрразведки в оперативных, региональных и территориальных командованиях (управлениях), армейских корпусах, отдельных воинских частях и соединениях.
Главное управление военной контрразведки, органы военной контрразведки в регионах, которые являются структурными подразделениями Департамента контрразведки, уполномочены вести контрразведывательную работу в интересах Вооружённых сил Украины, Министерства обороны, Национальной гвардии Украины, Государственной пограничной службы, Государственной специальной службы транспорта, других воинских формированиях, обеспечивать их безопасность.
К основным направлениям деятельности органов военной контрразведки СБУ относятся:
- контрразведывательная деятельность, то есть деятельность органов безопасности в войсках, направленная на решение задач по выявлению, предупреждению, пресечению разведывательной и иной деятельности специальных служб и организаций иностранных государств, а также отдельных лиц, преследующей цель нанесения ущерба безопасности Украины, Вооружённым Силам, другим воинским формированиям, Государственной пограничной службе, а также их органам управления;
- борьба с преступностью и террористической деятельностью, которая предполагает для органов безопасности в войсках решение задач по выявлению, предупреждению и пресечению преступлений, отнесенных к подследственности органов Службы безопасности Украины и следственных подразделений военной прокуратуры; выявлению, предупреждению и пресечению террористической и диверсионной деятельности, направленной против Вооружённых Сил Украины, других воинских формирований, Государственной пограничной службы, а также их органов управления; организации и осуществлению совместно с другими государственными органами борьбы с организованной преступностью, коррупцией, контрабандой, незаконным оборотом оружия, боеприпасов, взрывчатых и отравляющих веществ, наркотических средств и психотропных веществ, специальных технических средств, предназначенных для негласного получения информации, а также борьбе с незаконными вооруженными формированиями, преступными группами, отдельными лицами и общественными объединениями, ставящими своей целью организацию вооруженного мятежа, насильственное изменение конституционного строя Украины, насильственный захват или насильственное удержание власти. Борьбу с преступностью и террористической деятельностью органы военной контрразведки осуществляют путём проведения в пределах своей компетенции оперативно-разыскных мероприятий, дознания;
- административно-правовая деятельность, которая направлена на решение задач по обеспечению надлежащего административно-правового режима, а именно: выявление, предупреждение и пресечение административных правонарушений, возбуждение и (или) рассмотрение дел по которым отнесено к ведению органов Службы безопасности Украины; предотвращение несанкционированных действий с ядерным, химическим, биологическим или иным оружием большой поражающей способности, применение которого вызывает массовые потери и (или) разрушения; участие в разработке и осуществлении мероприятий по защите государственной тайны, а также осуществление контроля за обеспечением сохранности сведений, составляющих государственную тайну, в Вооружённых Силах, других воинских формированиях и Государственной пограничной службе, а также их органах управления; осуществление мер, связанных с допуском военнослужащих и лиц гражданского персонала к государственной тайне; участие в решении вопросов, касающихся их выезда за пределы Украины; участие в решении вопросов режима пребывания иностранных граждан и лиц без гражданства на территории Украины, посещения ими военных объектов;
- информационная деятельность органов военной контрразведки, которая предполагает решение следующих задач: осуществление анализа информации о реальных и потенциальных угрозах безопасности Вооружённых Сил, прогнозирование тенденций их развития; получение информации и обмен информацией на основе международных договоров с правоохранительными органами, контрразведывательными и разведывательными службами иностранных государств; информирование органов военного управления и должностных лиц о выявленной деятельности специальных служб и организаций иностранных государств; о выявлении, предупреждении и пресечении иной противоправной деятельности, а также нарушений установленных требований к обеспечению различных видов безопасности в Вооружённых Силах, других воинских формированиях и органах; участие в информировании военно-политического руководства страны, органов государственной власти Украины, органов военного управления и должностных лиц об угрозах безопасности Украины, Вооружённых Сил, других воинских формирований, Государственной пограничной службы и их органов управления, о предпосылках к возникновению чрезвычайных ситуаций, а также в предоставлении иных сведений, необходимых для обеспечения обороны и безопасности государства.
- Органы военной контрразведки СБУ также информируют органы военной прокуратуры, органы, осуществляющие оперативно-разыскную деятельность, о ставших известными фактах противоправной деятельности, относящихся к их компетенции, тесно взаимодействуют с Главной военной прокуратурой, военными прокуратурами регионов и гарнизонов, Военной службой правопорядка в Вооружённых Силах Украины, в вопросах обеспечения безопасности войск, предотвращения и раскрытия преступлений.
- Возглавляет Главное управление военной контрразведки начальник, который назначается на должность и увольняется с должности председателем СБУ по представлению начальника Департамента контрразведки . Начальник Главного управления военной контрразведки является заместителем начальника Департамента контрразведки[4].

### Во время российского вторжения на Украину
С началом вторжения России на Украину в 2022 году СБУ начала проводить масштабную контрразведку против российских разведывательных служб. СБУ разоблачала представителей пятой колонны, сочувствующих России, коллаборационистов, шпионов и лазутчиков. СБУ с помощью американского АНБ и ЦРУ также взломала российские зашифрованные службы сотовой связи, перехватывая телефонные звонки, чтобы найти ценные цели или другие полезные разведданные. Несколько российских генералов погибли из-за перехваченных звонков.

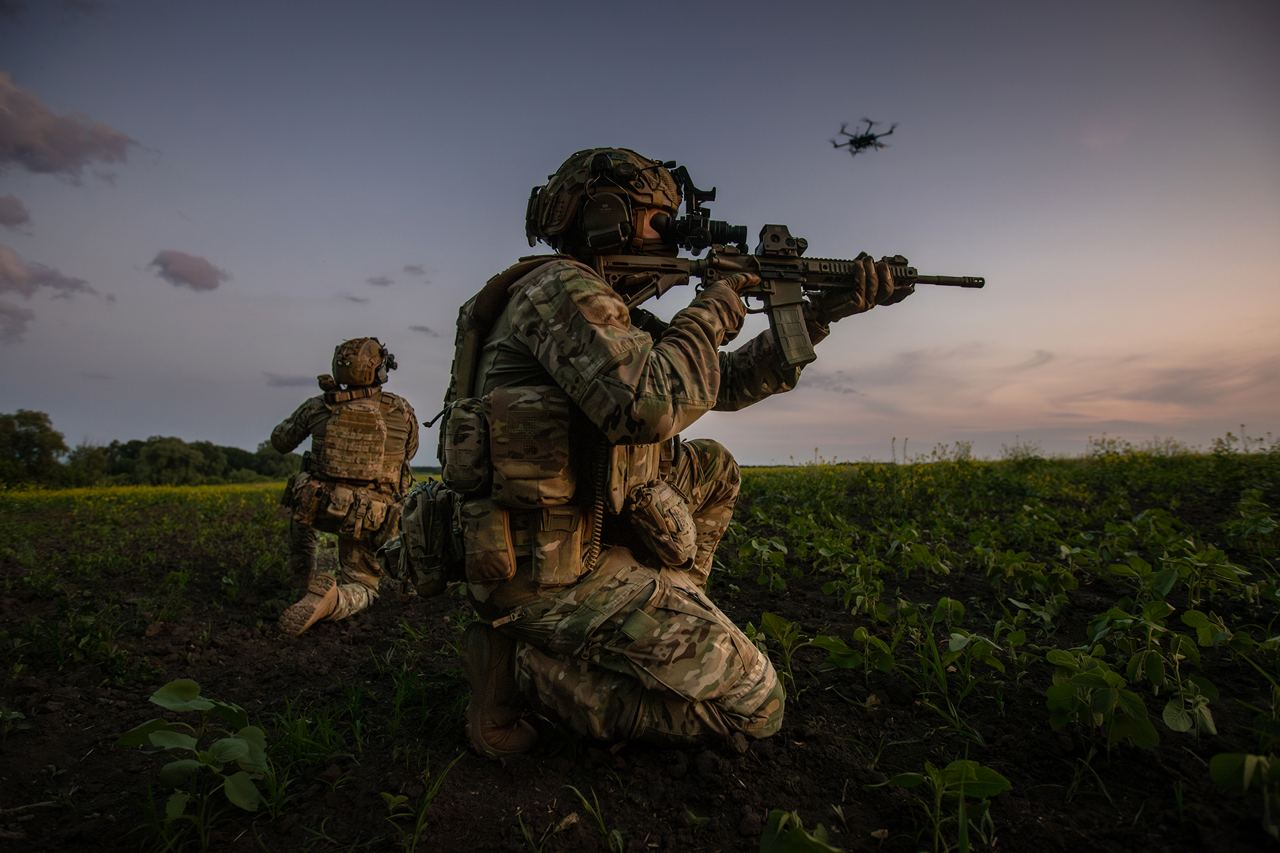
Бойцы спецподразделения ЦСО СБУ «Альфа», 2023 год

12 апреля 2022 года СБУ объявила о задержании Виктора Медведчука, который сбежал из-под домашнего ареста, скрывался и находился в розыске. Впоследствии, 21 сентября 2022 года в рамках обмена военнопленными Медведчука передали российской стороне в обмен на бойцов полка «Азов».
СБУ трижды атаковала Крымский мост, который в ходе вторжения Россия использует для снабжения своей группировки войск на юге Украины. 8 октября 2022 года на мосту был произведён взрыв, приведший к обрушению двух пролётов автомобильной дороги и сильному пожару на железнодорожной части моста. 17 июля 2023 года произошёл второй взрыв, разрушивший один из автодорожных пролётов. 3 июня 2025 года стало известно о третьей атаке.
Разработанные СБУ в 2023 году многоцелевые беспилотные надводные аппараты Sea Baby, активно участвовали в боевых действиях на Чёрном море и нанесли повреждения нескольким российским военным кораблям.
В декабре 2024 года в Москве СБУ ликвидировала главу химического подразделения российской армии Игоря Кириллова. Взрывное устройство мощностью примерно в 300 грамм тротила было заложено в электросамокат и подорвано удалённо в тот момент, когда Кириллов и его помощник подошли к своей машине.
1 июня 2025 года СБУ осуществила Операцию «Паутина», в ходе которой российские военные аэродромы подверглись массированной атаке FPV-дронами, провезёнными в грузовиках к местам пуска втайне от водителей. Это стало крупнейшей атакой по военной инфраструктуре в глубине российской территории.

## Кадровый состав Службы безопасности Украины

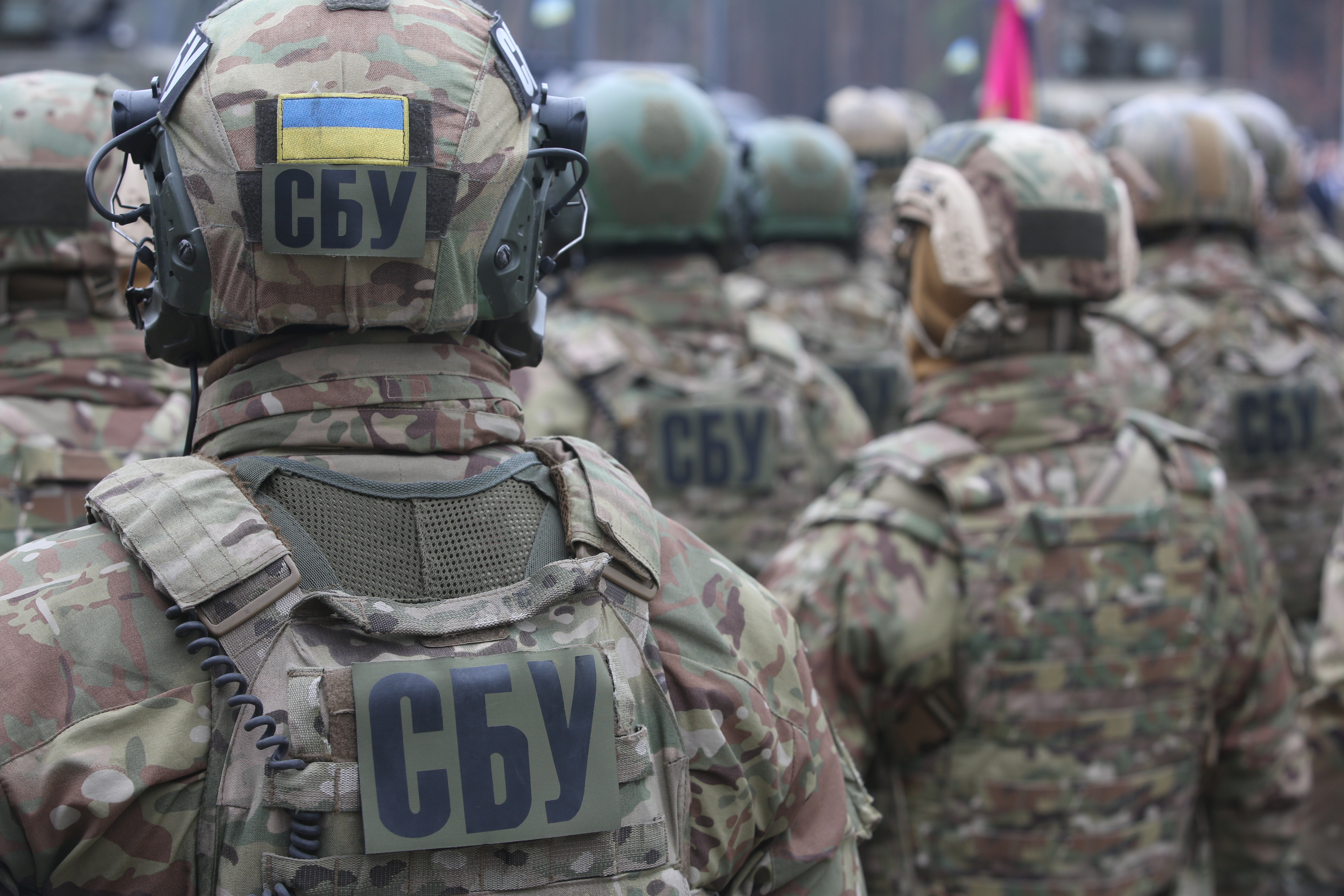
Сотрудники СБУ в 2017 году

- Кадры СБУ составляют сотрудники-военнослужащие (кадровые и служащие по контракту) и сотрудники, которые заключили со Службой безопасности Украины гражданский трудовой договор[18]
- Военнослужащие СБУ проходят воинскую службу согласно заключённому с государством контракту[19]
- Военнослужащие СБУ разделяются на а) офицерский; б) сержантский; и в) рядовой состав. Военнослужащим Службы, и лицам, которые находятся в запасе СБУ присваиваются воинские звания, установленные Законом Украины «О воинской обязанности и воинской службе»[20]

### Медали за службу

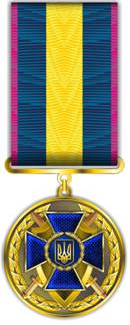
25 лет службы
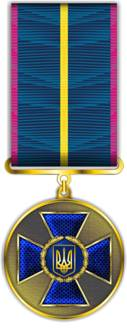
20 лет службы
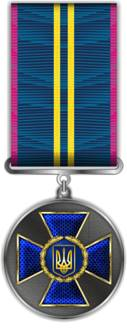
15 лет службы
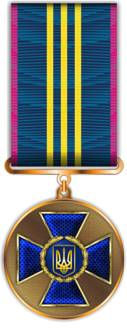
10 лет службы

## Обеспечение деятельности Службы безопасности Украины

### Обеспечение функций досудебного следствия

Старый нарукавный знак военнослужащего СБ Украины

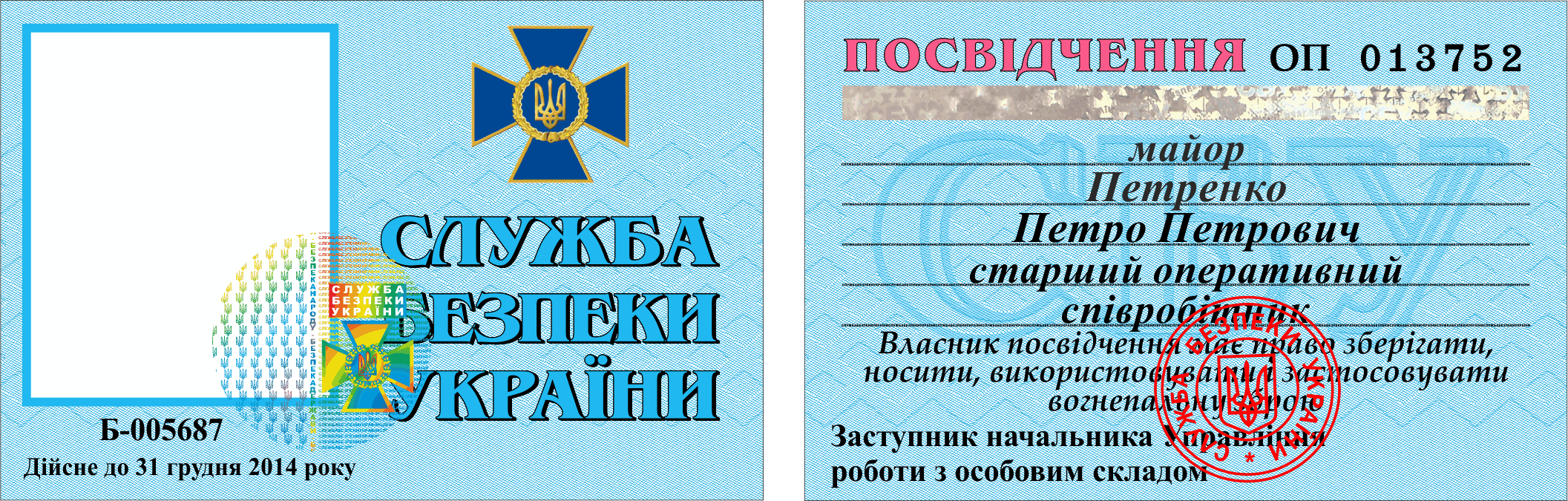
Служебное удостоверение СБУ

- Согласно Закону Украины «О Службе безопасности Украины», пункту 4 Закона Украины «О предварительном заключении», пункту 7 статьи 7 Закона Украины «О контрразведывательной деятельности» и Приказу СБУ № 589 от 26.07.2008 г. «Об утверждении инструкции о порядке содержания лиц в специально отведённых местах для временного содержания (изоляторах временного содержания) Службы безопасности Украины», СБ Украины имеет в своей структуре специально отведённые места (изоляторы временного содержания) для содержания лиц, подозреваемых в подготовке или проведении разведывательно-подрывной, террористической деятельности и совершении других преступлений, расследование которых отнесено к компетенции органов СБУ, лиц, которые проникли на объекты и в места, которые охраняются органами и подразделениями СБУ.
- В специально отведённых местах для временного содержания (изоляторах временного содержания) СБУ содержатся лица:
  - задержанные оперативными подразделениями, следователем в порядке статьи 208 УПК (до 72 часов);
  - на основании разрешения следственного судьи на задержание с целью привода в порядке статьи 190 УПК;
  - в отношении которых судом избрана мера пресечения содержание под стражей;
  - переведённые из учреждений Государственной пенитенциарной службы (колоний, СИЗО) для проведения дальнейших следственных действий.
- Специально отведённые места для временного содержания (изоляторы временного содержания) являются структурными подразделениями Отдела обеспечения досудебного следствия Центрального управления СБ Украины. Отдел имеет Сектора обеспечения досудебного следствия при региональных органах СБУ.

В задачи Отдела и подчинённых ему Секторов входят:
- руководство деятельностью специально отведённых мест для временного содержания (изоляторов временного содержания);
- обеспечение режима содержания задержанных и содержащихся под стражей лиц согласно Инструкции (Приказ СБУ № 589 от 26.07.2008 г.)
- конвоирование задержанных и содержащихся под стражей лиц.

### Военно-медицинское обеспечение
Военно-медицинское управление СБУ является функциональным подразделением Центрального управления СБУ, на которое возложены функции учреждения здравоохранения и предоставлены полномочия по организации и управлению здравоохранением в системе СБУ.
Основными структурными подразделениями ВМУ СБУ являются:
- Центральный госпиталь[укр.]
- Центральная поликлиника
- Центральная военно-врачебная комиссия[укр.]
- Военно-медицинские службы региональных органов СБУ в областях Украины и АР Крым
- Военно-медицинские службы в 2-х центральных подразделениях СБУ
- Военно-медицинские службы в учебных заведениях и подразделениях СБУ
- Больницы восстановительного лечения с местами дислокации пгт. Ворзель и г. Бровары Киевской обл.
- Объединённый санаторий «Евпатория»
- Оздоровительный лагерь «Огонёк» (в составе ОС «Евпатория»)
- Оздоровительный лагерь «Маяк» (г. Бердянск)
- Санаторий «Одесса»
- Санаторий «Трускавец»
- Санаторий «Черноморье» (г. Ялта, с 2014 г. не контролируется ВМУ СБУ)
- Оздоровительный комплекс «Парус» (г. Саки, с 2014 г. не контролируется ВМУ СБУ)
- Детский оздоровительный лагерь «Лесной» (г. Ворзель)

### Хозяйственное и военно-техническое обеспечение
В системе СБ Украины вопросами хозяйственного и военно-технического обеспечения занимается Департамент хозяйственного обеспечения Центрального управления. Ему подчинены различные подразделения тыла — вещевого, продовольственного, технического обеспечения, автомобильного транспорта, службы вооружения, соответствующие базы и склады. В круг обязанностей ДХО входит обеспечение органов и подразделений Службы безопасности Украины
и специальной техникой, обмундированием, средствами защиты, соответствующими видами вооружения и боеприпасов. Также ДХО СБУ подчинены ведомственные столовые, гостиницы, магазины; учреждения дошкольного образования для детей сотрудников Службы; дома культуры СБ Украины.

## Реформирование СБУ в 2004—2006 годах
На основании Указа Президента Украины № 1239/2004 от 14 октября 2004 года Департамент разведки Центрального управления, разведывательные подразделения региональных органов были выведены из состава СБУ и на его базе был создан национальный разведорган — Служба внешней разведки Украины.
На основании Постановления Кабинета Министров Украины № 734-2006п от 25 мая 2006 года Департамент специальных телекоммуникационных систем и защиты информации Службы безопасности Украины был выведен из структуры СБУ и на его базе была создана Государственная служба специальной связи и защиты информации Украины.

## Кадровые изменения в руководстве СБУ при президенте Зеленском (2019)
Владимир Зеленский в первые же месяцы в должности президента Украины произвёл значительные кадровые изменения в силовых ведомствах, в том числе в СБУ.
Сразу же после инаугурации председатель СБУ Василий Грицак и его заместители подали в отставку (Верховная рада отказалась удовлетворить прошения об отставке).
Иван Баканов, возглавлявший партию «Слуга народа», был назначен первым заместителем главы СБУ, начальником Главного управления по борьбе с коррупцией и организованной преступностью СБУ. Он же исполняет обязанности главы СБУ.
Освобождены от занимаемых должностей:
- начальник Главного следственного управления СБУ Григорий Остафийчук[укр.];
- заместитель главы СБУ, руководитель Антитеррористического центра Виталий Маликов;
- заместитель главы СБУ Виктор Кононенко[укр.], руководитель Департамента защиты национальной государственности (Департамента «Т»);
- начальник Главного управления СБУ в Киеве и Киевской области Олег Валендюк;
- заместители председателя СБУ Олег Фролов[укр.] и Владислав Косинский[укр.] (как заявил заместитель главы АП Руслан Рябошапка, «это люди, которые, по нашей информации, были причастны ко многим противоправным деяниям, в том числе во время избирательной кампании; увольнение — это для них только начало, другие мероприятия будут осуществляться в процессуальном порядке»[27];
- руководители региональных управлений СБУ — в областях, где были зафиксированы многочисленные нарушения, связанные с контрабандой (Одесской, Львовской, Винницкой, Закарпатской и Черновицкой), а также в Ровненской и Волынской областях;
- начальник Департамента оперативно-технических мероприятий СБУ М. А. Емельяненко[укр.];
- начальник Департамента защиты национальной государственности СБУ Д. И. Доценко[укр.];
- начальник Департамента контрразведывательной защиты интересов государства в сфере информационной безопасности СБУ А. В. Климчук[укр.].

Руслан Баранецкий назначен первым заместителем главы СБУ и руководителем Антитеррористического центра при СБУ.
1 июля Дмитрий Нескоромный был назначен заместителем руководителя СБУ. При Порошенко в феврале 2017 года Нескоромный был уволен с должности заместителя начальника главного управления по борьбе с коррупцией и организованной преступностью СБУ (управление «К»). Александр Бондарук назначен начальником управления СБУ во Львовской области, а Иван Рудницкий — в Закарпатской области.
Начальником Главного следственного управления СБУ назначен Богдан Тиводар, заместителями главы СБУ — Анатолий Дублик и Александр Карпенко.
Сергей Андрущенко назначен начальником Департамента защиты национальной государственности СБУ.
Начальником Управления СБУ в Черкасской области вместо Олега Бойко был назначен Сергей Ходунов.

## Здания СБУ в центре Киева

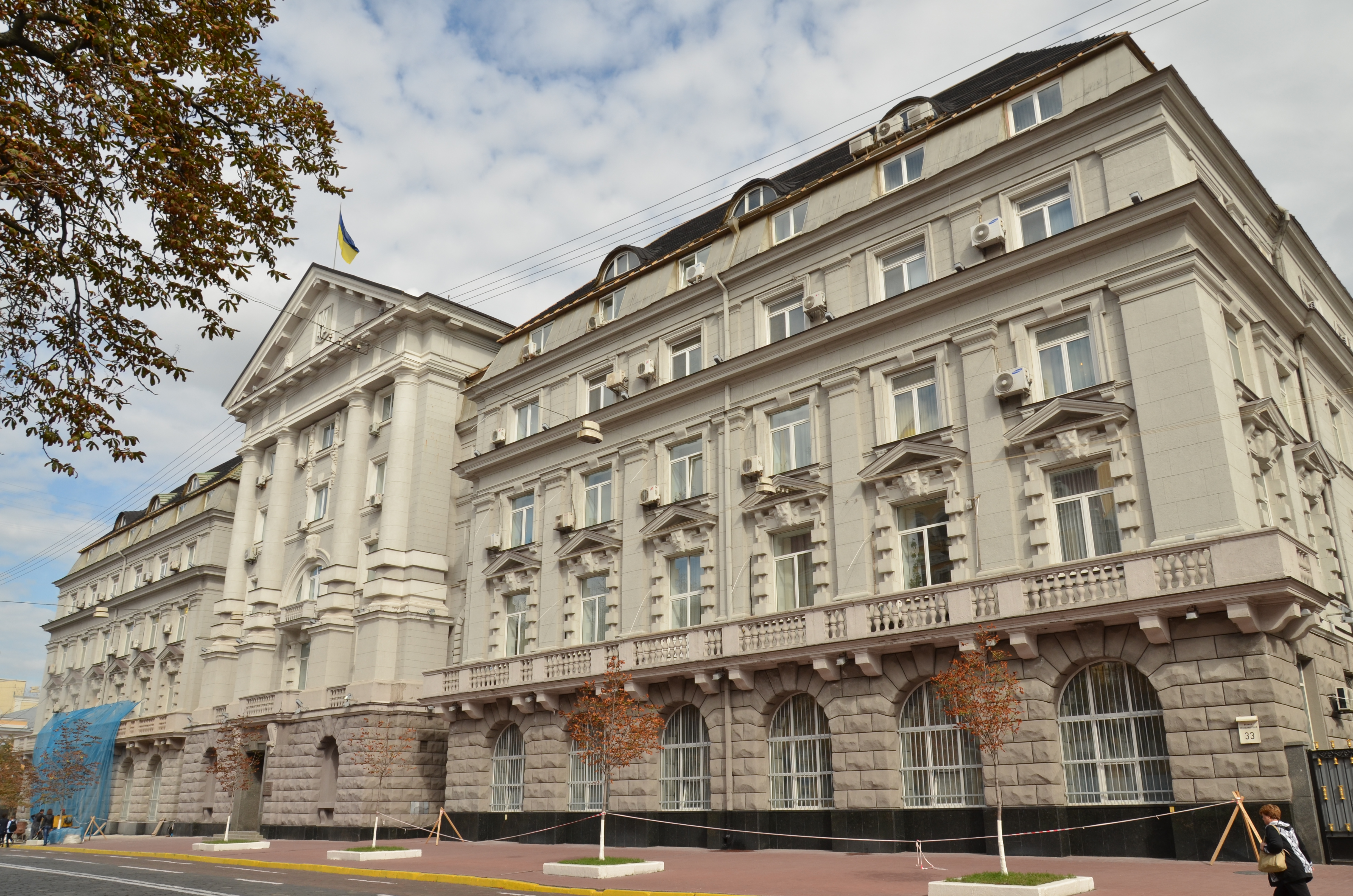
Штаб-квартира СБУ на Владимирской улице в Киеве

Штаб-квартира СБУ занимает в центре Киева целый квартал между улицами Владимирской, Ирининской, Паторжинского, Малоподвальной.
Главное здание Службы безопасности Украины располагается на Владимирской улице, дом 33 — в том же здании, где до получения независимости размещался КГБ УССР. Это здание было построено в 1913—1914 гг. как Земская управа на углу двух улиц — Ирининской и Владимирской, на месте, где была Ирининская церковь 11 века. В 1934-38 гг. в здании находился ЦК КП(б)У. После переезда ЦК на Михайловскую площадь здание было передано органам госбезопасности. Здесь располагался Народный комиссариат внутренних дел (НКВД) УССР. Во время оккупации Киева войсками нацистской Германии тут находилось управление германской Тайной государственной полиции (Гестапо).
Внутри «квартала СБУ» находятся здания управлений и департаментов, дворики и переулочки, как в маленьком городе. На территории работает кафе и магазины — продуктово-хозяйственный и овощной. Старые здания чередуются с новыми. Когда-то тут во дворе была внутренняя тюрьма КГБ/СБУ, после перепланировки и ремонта тут разместились помещения Департамента хозяйственного обеспечения и спортзал.
Следственной тюрьмой СБУ республиканского (центрального подчинения) стал изолятор временного содержания в комплексе зданий Управления СБУ в Киеве по Аскольдовому переулку, 3-б на Печерске. Во внутренних подвалах главного здания также в советские времена находились камеры для содержания подследственных.
Въезд и выезд автомобилей на территорию осуществляется через один действующий КПП, но есть ещё три законсервированных въезда.
Главное управление по борьбе с коррупцией и организованной преступностью находится по адресу ул. Малоподвальная, 29. На ул. Ирининской находятся гостиница и столовая с буфетом на два зала на двух этажах. В двухэтажном здании по Владимирской, 35, примыкающем к главному зданию и выходящем фасадом на улицу, находится комендатура Службы охраны при Аппарате Председателя СБУ.

## Организационная структура
В соответствии с указом президента Украины 2005 года организационная структура СБУ имеет следующий вид:

### Центральное управление
- Аппарат Председателя Службы безопасности Украины
- Департамент информационно-аналитического обеспечения
- Департамент контрразведки[укр.]
- Департамент контрразведывательной защиты интересов государства в сфере информационной безопасности[укр.]
- Департамент защиты национальной государственности (департамент «Т»)
- Департамент оперативно-технических мероприятий
- Департамент оперативного документирования
- Департамент охраны государственной тайны и лицензирования
- Департамент хозяйственного обеспечения
- Главное управление по борьбе с коррупцией и организованной преступностью (ГУ «К»)[укр.] (на правах департамента)
- Главное управление контрразведывательной защиты интересов государства в сфере экономической безопасности[укр.]
- Главное следственное управление
- Центр специальных операций, борьбы с терроризмом, защиты участников уголовного судопроизводства и работников правоохранительных органов (ЦСО «А») (на правах департамента)
- Управление собственной безопасности
- Главная инспекция
- Управление обеспечения специального оперативного учёта
- Управление работы с личным составом
- Управление правового обеспечения
- Управление специальной связи
- Военно-медицинское управление
- Служба мобилизации и территориальной обороны
- Финансово-экономическое управление
- Управление режима, документального обеспечения и контроля
- Управление внутреннего аудита
- Отдел обеспечения досудебного следствия — изолятор временного содержания при Центральном управлении СБУ (Киев); изоляторы временного содержания при региональных органах СБУ

| Департаменты                                                                                       | Департаменты | Департаменты                                                                       | Департаменты |
| Наименование                                                                                       | Область деятельности / Подразделения | Руководители                                                                       | Примечания   |
| -------------------------------------------------------------------------------------------------- | --- | ---------------------------------------------------------------------------------- | ------------ |
| Контрразведка                                                                                      | - Контрразведка - Главное управление контрразведывательных мероприятий — контрразведка - Главное управление военной контрразведки — Военная контрразведка - Органы (подразделения) военной контрразведки в регионах - Управление контрразведывательной защиты военного-технического сотрудничества — контрразведывательное обеспечение военно-технического сотрудничества | Найда Виталий Анатольевич - генерал-майор Левченко Сергей Михайлович (нач. ГУ ВКР) |              |
| Департамент информационно-аналитического обеспечения                                               | - Информационно-аналитическая деятельность в интересах СБУ и государственного аппарата - Управление стратегического планирования - Главное управление анализа и прогнозирования | Бутчак Андрей Фёдорович                                                            |              |
| Департамент контрразведывательной защиты интересов государства в сфере информационной безопасности | - Информационная безопасность и борьба с киберпреступностью | Найда Виталий Анатольевич                                                          |              |
| Департамент защиты национальной государственности                                                  | - Защита конституционного строя и борьба с угрозами государственному устройству | генерал-майор Дублик Анатолий Ярославович                                          |              |
| Департамент оперативно-технических мероприятий                                                     | - Оперативно-технические мероприятия - Главное научно-техническое управление - Главный информационно-компьютерный центр |                                                                                    |              |
| Департамент оперативного документирования                                                          | - Наружное наблюдение | Созданый Игорь Владимирович                                                        |              |
| Департамент хозяйственного обеспечения                                                             | - Материальное и хозяйственное обеспечение - Главное административно-хозяйственное управление - Служба автомобильного транспорта - Служба военно-технического обеспечения | генерал-майор Киптенко Владимир Владимирович                                       |              |
| Департамент охраны государственной тайны и лицензирования                                          | - Охрана государственной тайны | генерал-майор Радецкий Александр Витальевич                                        |              |

| Главные управления                                                                                       | Главные управления                                    | Главные управления                                     | Главные управления     |
| Наименование                                                                                             | Область деятельности / Подразделения                  | Руководители                                           | Примечания             |
| --- | ----------------------------------------------------- | ------------------------------------------------------ | ---------------------- |
| Главное управление по борьбе с коррупцией и организованной преступностью                                 | - Борьба с организованной преступностью и коррупцией  |                                                        | на правах департамента |
| Главное управление контрразведывательной защиты интересов государства в сфере экономической безопасности | - контрразведывательная защита национальной экономики | генерал-майор Подуфалый Юрий Владимирович              |                        |
| Главное следственное управление                                                                          | - Производство досудебного следствия                  | генерал-майор юстиции Остафийчук Григорий Владимирович |                        |

| Управления                                                | Управления | Управления                                                  | Управления |
| Наименование                                              | Область деятельности / Подразделения                                                                                | Руководители                                                | Примечания |
| --------------------------------------------------------- | --- | ----------------------------------------------------------- | ---------- |
| Управление внутренней безопасности                        | |                                                             |            |
| Управление обеспечения специального оперативного учёта    | |                                                             |            |
| Управление работы с личным составом                       | | генерал-майор Коншин Александр Васильевич                   |            |
| Управление правового обеспечения                          | |                                                             |            |
| Управление специальной связи                              | |                                                             |            |
| Военно-медицинское управление                             | - Медицинское и санаторно-курортное обеспечение личного состава органов и подразделений Службы безопасности Украины | генерал-майор медицинской службы Шугалей Людмила Николаевна |            |
| Финансово-экономическое управление                        | |                                                             |            |
| Управление режима, документального обеспечения и контроля | |                                                             |            |

| Отделы, службы, инспекции | Отделы, службы, инспекции | Отделы, службы, инспекции           | Отделы, службы, инспекции |
| Наименование | Область деятельности / Подразделения | Руководители                        | Примечания                |
| --- | --- | ----------------------------------- | ------------------------- |
| Отдел обеспечения досудебного следствия                                                                                                 | - Руководство деятельностью мест предварительного заключения - Изолятор временного содержания при Центральном управлении СБУ - Изоляторы временного содержания при региональных органах СБУ | полковник Демченко Игорь Васильевич |                           |
| Служба мобилизации и территориальной обороны                                                                                            | |                                     |                           |
| Главная инспекция | |                                     |                           |
| Управление внутреннего аудита | |                                     |                           |
| Аппарат Председателя Службы безопасности Украины                                                                                        | - Обеспечение деятельности Председателя СБУ - Центр взаимодействия со СМИ и связей с общественностью - Пресс-секретарь Председателя СБУ - Управление охраны                                 |                                     |                           |
| Центр специальных операций, борьбы с терроризмом, защиты участников уголовного судопроизводства и работников правоохранительных органов | - Антитеррористические и иные специальные операции - Специальное подразделение «С» | -                                   | на правах департамента    |
| Центр охраны труда и пожарно-технического надзора                                                                                       | |                                     |                           |

### Региональные органы
Источник
- Главное управление Службы безопасности Украины в Автономной Республике Крым (временная дислокация — г. Херсон)
- Главное управление Службы безопасности Украины в Донецкой и Луганской областях
- Главное управление Службы безопасности Украины в городе Киеве и Киевской области
- Управление Службы безопасности Украины в Винницкой области
- Управление Службы безопасности Украины в Волынской области
- Управление Службы безопасности Украины в Днепропетровской области
- Управление Службы безопасности Украины в Житомирской области
- Управление Службы безопасности Украины в Закарпатской области
- Управление Службы безопасности Украины в Запорожской области
- Управление Службы безопасности Украины в Ивано-Франковской области
- Управление Службы безопасности Украины в Кировоградской области
- Управление Службы безопасности Украины во Львовской области
- Управление Службы безопасности Украины в Николаевской области
- Управление Службы безопасности Украины в Одесской области
- Управление Службы безопасности Украины Полтавской области
- Управление Службы безопасности Украины в Ровенской области
- Управление Службы безопасности Украины в Сумской области
- Управление Службы безопасности Украины в Тернопольской области
- Управление Службы безопасности Украины в Харьковской области
- Управление Службы безопасности Украины в Херсонской области
- Управление Службы безопасности Украины в Хмельницкой области
- Управление Службы безопасности Украины в Черкасской области
- Управление Службы безопасности Украины в Черновицкой области
- Управление Службы безопасности Украины в Черниговской области

### Органы военной контрразведки
Источник.
Главное управление военной контрразведки Департамента контрразведки (в/ч А1988, Киев)
- 2-е управление по Вооружённым Силам, Генеральному штабу и Министерству обороны Украины
- 3-е управление по Национальной гвардии Украины
- Отдел по Государственной пограничной службе Украины
- Отдел по Государственной специальной службе транспорта
- Секретариат (РСО)
- Отдел по борьбе с коррупцией в воинских формированиях
- Отдел кадрового обеспечения
- Финансово-экономический отдел
- Группа советников и консультантов
- Организационно-аналитическая служба
- Отдел хозяйственного обеспечения
- Рота охраны и обеспечения
- Шифровально-документальная связь (ШДС)
- Оперативно-дежурная служба
- Другие отделы и подразделения

подразделения Главного управления ВКР СБУ в регионах
- 5-е Управление (с дислокацией в г. Днепр) — ОК «Центр»
- 6-е Управление (с дислокацией в г. Ровно) — ОК «Запад»
- 7-е Управление (с дислокацией в г. Одесса) — ОК «Юг» и Военно-Морские Силы ВСУ
- 8-е Управление (с дислокацией в г. Чернигов) — ОК «Север»
- 9-е Управление (с дислокацией в г. Винница) — Воздушные Силы ВСУ
- Управление сил ООС (с дислокацией в г. Краматорск)

### Учебные, научные, научно-исследовательские и другие учреждения, организации и предприятия
- Национальная академия Службы безопасности Украины;
- Институт подготовки юридических кадров для Службы безопасности Украины Национального Университета «Юридическая Академия Украины» им. Ярослава Мудрого.
- Отраслевой государственный архив.
- Украинский научно-исследовательский институт специальной техники и судебных экспертиз Службы безопасности Украины.
- Другие учреждения, организации, предприятия.

## Руководство Службы безопасности Украины
Высшее руководство СБ Украины состоит из Председателя Службы; первого заместителя и четверых заместителей.
Председатель Службы — генерал-лейтенант Василий Малюк
Заместители:
- Первый заместитель Председателя — руководитель Антитеррористического центра при СБУ — генерал-майор Андрущенко Сергей Анатольевич[укр.][43][44]
- Заместитель Председателя — бригадный генерал Наумюк Сергей Анатольевич[45]
- Заместитель Председателя — бригадный генерал Поклад Александр Валентинович[укр.][46]

### Руководители СБУ[укр.]

Эмблема Управления по борьбе с коррупцией СБУ по Харьковской области

- 20 сентября — 6 ноября 1991 — генерал-лейтенант Николай Голушко (и. о.)[47]
- 6 ноября 1991 — 12 июля 1994 — генерал армии Украины Евгений Марчук
- 12 июля 1994 — 3 июля 1995 — Валерий Маликов
- 3 июля 1995 — 22 апреля 1998 — генерал армии Украины Владимир Радченко
- 22 апреля 1998 — 10 февраля 2001 — генерал армии Украины Леонид Деркач
- 10 февраля 2001 — 2 сентября 2003 — генерал армии Украины Владимир Радченко
- 4 сентября 2003 — 4 февраля 2005 — генерал-полковник Игорь Смешко
- 4 февраля 2005 — 8 сентября 2005 — Александр Турчинов
- 8 сентября 2005 — 22 декабря 2006 — генерал армии Украины Игорь Дрижчаный
- декабрь 2006 — 11 марта 2010 — Валентин Наливайченко (до 6 марта 2009 — и. о.)
- 11 марта 2010 — 18 января 2012 — Валерий Хорошковский
- Январь — февраль 2012 — генерал-лейтенант Владимир Рокитский (и. о.)
- 3 февраля 2012 — 9 января 2013 — генерал-полковник Игорь Калинин
- 9 января 2013 — 24 февраля 2014 — генерал-майор Александр Якименко
- 22—24 февраля 2014 — Валентин Наливайченко (как Уполномоченный Верховной Рады Украины по контролю за деятельностью СБУ)
- 24 февраля 2014 — 18 июня 2015[48] — Валентин Наливайченко
- 2 июля 2015 — 22 мая 2019 — генерал армии Украины Василий Грицак (c 18 июня по 2 июля 2015 и. о.)[49]
- 29 августа 2019 — 17 июля 2022 — Иван Баканов (с 22 мая по 29 августа 2019 и. о.)
- с 7 февраля 2023 — генерал-лейтенант Василий Малюк (с 18 июля 2022 по 7 февраля 2023 и. о.).

## Критика

### Профессиональная культура СБУ до Евромайдана
Как утверждал в 2015 году канадский политолог Тарас Кузьо в книге «Украина: Демократизация, коррупция и новый российский империализм», функционирование СБУ не очень отличалось от работы Министерства внутренних дел Украины. Профессиональная деятельность всех украинских спецслужб была нацелена не на обеспечение безопасности государства в целом, а на защиту тех лиц, которые стоят у власти. В рамках этой системы, считает Тарас, часто шли в дело недемократические методы, заимствованные у КГБ и царской охранки, а вся организационная культура была пропитана ксенофобией, шпиономанией и теориями заговора. Так и не был положен конец слежки за оппозиционными течениями и независимыми журналистами, тем не менее невероятно разбухшие штаты СБУ продолжали игнорировать коррупцию, злоупотребления служебными полномочиями в высших эшелонах власти и другие серьёзные преступления.
Старшие сотрудники СБУ, пишет Тарас Кузьо, нередко демонстрировали свою провинциальную подноготную, корни которой кроются в советском образовании и подготовке в органах КГБ. Их понимание современных технологических достижений зачастую оказывались крайне низкими. Следствием этого стали, например, обыски некоторых журналистов во время их выезда за пределы страны с целью препятствования показу в Берлине кинофильма о президентской резиденции в Межигорье. Попытки конфискации DVD-копий и проверки ноутбуков в подобных ситуациях показывали, что сотрудники СБУ откровенно не подозревали о существовании таких средств социальной коммуникации как Google Drive и DropBox.

### СБУ по АР Крым
Из сотрудников Службы безопасности Украины по АР Крым в 2014 году изменили присяге и перешли на сторону России (на службу в ФСБ по Республике Крым) 1391 человек. В частности, среди них 135 человек из 3-го управления (с дислокацией в г. Симферополь) ЦСО «А» СБ Украины, 8 человек из Управления внутренней безопасности СБУ, 817 человек — из ГУ СБУ в АР Крым, 383 — из УСБУ в Севастополе.

## Обвинения в нарушении прав человека
В ряде докладов управления верховного комиссара ООН упоминалось о случаях использования сотрудниками СБУ пыток применительно к задержанным. В докладе Управления Верховного комиссара ООН, опубликованном в декабре 2016 года, в пункте 44 было зафиксировано отсутствие документального оформления телесных повреждений у потерпевших в ряде украинских СИЗО, причём медицинский персонал СИЗО систематически уклонялся от документирования травм и предоставления задержанным копий медицинских справок о телесных подтверждениях с ведома сотрудников полиции и СБУ.
Отчёт ООН «Сексуальное насилие, связанное с конфликтом, в Украине» отметил, что СБУ и добровольческие батальоны (так же как и противоположная сторона конфликта) нередко использовали сексуальное насилие, угрозы, избиения, пытки как метод дознания. Значительная часть собранного материала касалась периода 2014—2015 годов, однако представители ООН и в 2017 году продолжали получать свидетельства, что данная практика не вышла из употребления.
Управление верховного комиссара ООН по правам человека в своём докладе (п. 55) выражало беспокойство предположительным использованием в судебных процессах доказательств, полученных под пытками, которые практикует Служба безопасности Украины.
В отчёте правозащитной организации Human Rights Watch говорится о задержании сотрудниками СБУ 29-летней гражданки Украины Дарьи Мастикашевой, которая была схвачена в своём доме в Днепропетровской области и два дня содержалась в управлении СБУ без контакта с родными, и по её заявлению, подвергаясь избиениям, унижениям и пыткам. Этот случай привлёк внимание директора Human Rights Watch Хью Вилльямсона. По данным Human Rights Watch, на 2018 год никто не понёс ответственности за это преступление.
Из обращений, получаемых правозащитными организациями и Уполномоченным по правам человека, следовало, что сотрудники СБУ (а также органы прокуратуры, органы внутренних дел, а в 2016 году — Национальная полиция) часто осуществляли задержание лиц без определения следственного судьи. В частности, лица, о которых упоминалось в обращениях и которые были задержаны без постановления следственного судьи, подозревались в преступлениях, совершённых ими, как предполагалось, за несколько месяцев или даже за несколько лет до их задержания.
Кроме того, отмечалось систематическое и массовое нарушение сотрудниками СБУ права на правовую помощь. Согласно УПК, должностное лицо, осуществившее задержание, обязано немедленно известить об этом орган (учреждение), уполномоченный законом на оказание безоплатной правовой помощи. В лучшем случае извещение об этом откладывается. В случае же, если для оказания помощи приглашается адвокат не из Центра юридической помощи, его, как правило, просто не допускают к задержанному.
СБУ нередко осуществляет повторные экстрадиционные аресты лиц, освобождённых судами. Согласно КПК, повторный арест возможен только при условии, если освобождение было осуществлено по решению следственного судьи. Однако СБУ арестовывает также и освобождённых апелляционными судами, хотя решения апелляционных судов обжалованию, согласно законодательству, не подлежат. Повторные же аресты нарушают статью 5 Европейской конвенции и потому недопустимы.
Полностью незаконными следует считать задержания, совершаемые СБУ для обмена на военнопленных и гражданских заложников, находящихся в самопровозглашённых ДНР и ЛНР. СБУ разыскивает людей, которые обвиняются в совершении преступлений, связанных с сепаратизмом, государственной изменой, терроризмом и других, и которые находятся в подследственности СБУ, задерживает их и предлагает обменять на пленных в ЛНР и ДНР вместо уголовного преследования и больших сроков наказания. Задержанные соглашаются на обмен, так как у них нет выбора. В результате составляется соглашение со следствием, уголовное производство закрывают, освободив людей из-под стражи, однако их уже поджидают сотрудники СБУ и, посадив в машину, увозят в неизвестное место, где они до совершения обмена содержатся без коммуникации с внешним миром. Иногда такого рода обмен предлагают задержанным уже после завершения следствия во время суда. В подобных случаях судья выносит решение, не завершая судебного процесса, — как правило, несколько лет с отсрочкой исполнения приговора, человека освобождают в зале суда, и сотрудники СБУ его аналогичным образом вывозят в неизвестное место, где держат без связи с внешним миром. Отмечались случаи, когда обвиняемого задерживали для обмена уже после завершения судебного процесса и вынесения приговора (чаще всего в этих случаях приговоры не были связаны с лишением свободы). Вина тех, кого обменивают, во многих случаях не была доказана следствием и не установлена судом. Нередко в случаях, известных правозащитникам, предъявленное подозрение было сомнительно или не обосновано.
Неясен вопрос, где сотрудники СБУ удерживали граждан Украины во время следствия и ожидания обмена на пленных. Согласно отдельным свидетельствам и отчётам международных организаций, предназначенные для обмена заключённые находились в управлениях СБУ восточных городов Украины. Так, миссия Управления Верховного Комиссара ООН по правам человека в 14-м докладе сообщала, что по состоянию на март 2016 года ей были известны имена 16 человек (15 мужчин и одной женщины), находившихся в Харьковском областном управлении СБУ. Список из 26 человек, тайно содержавшихся под стражей, передали украинским государственным органам правозащитники из Amnesty International и Human Rights Watch, и большинство лиц, присутствовавших в этом списке, освободили в течение двух недель. О случаях насильственных исчезновений и содержания под стражей сообщается в 16-м докладе миссии Управления Верховного Комиссара ООН по правам человека о ситуации с правами человека в Украине за период 16 августа — 15 ноября 2016 года (пп. 33, 34, 35). В этом докладе упоминается о содержании людей, похищенных после решения суда об освобождении, в Мариупольском и Харьковском областных управлениях СБУ и в частных квартирах. Отказ СБУ показать делегации подкомитета ООН по предотвращению пыток места содержания под стражей в Мариуполе и Краматорске в мае 2016 года привёл к прекращению визита. Визит представителей ООН был восстановлен в сентябре того же года, делегации показали упомянутые сектора обеспечения следствия, но не дали ответа на вопрос о местонахождении арестованных.